# Gaita

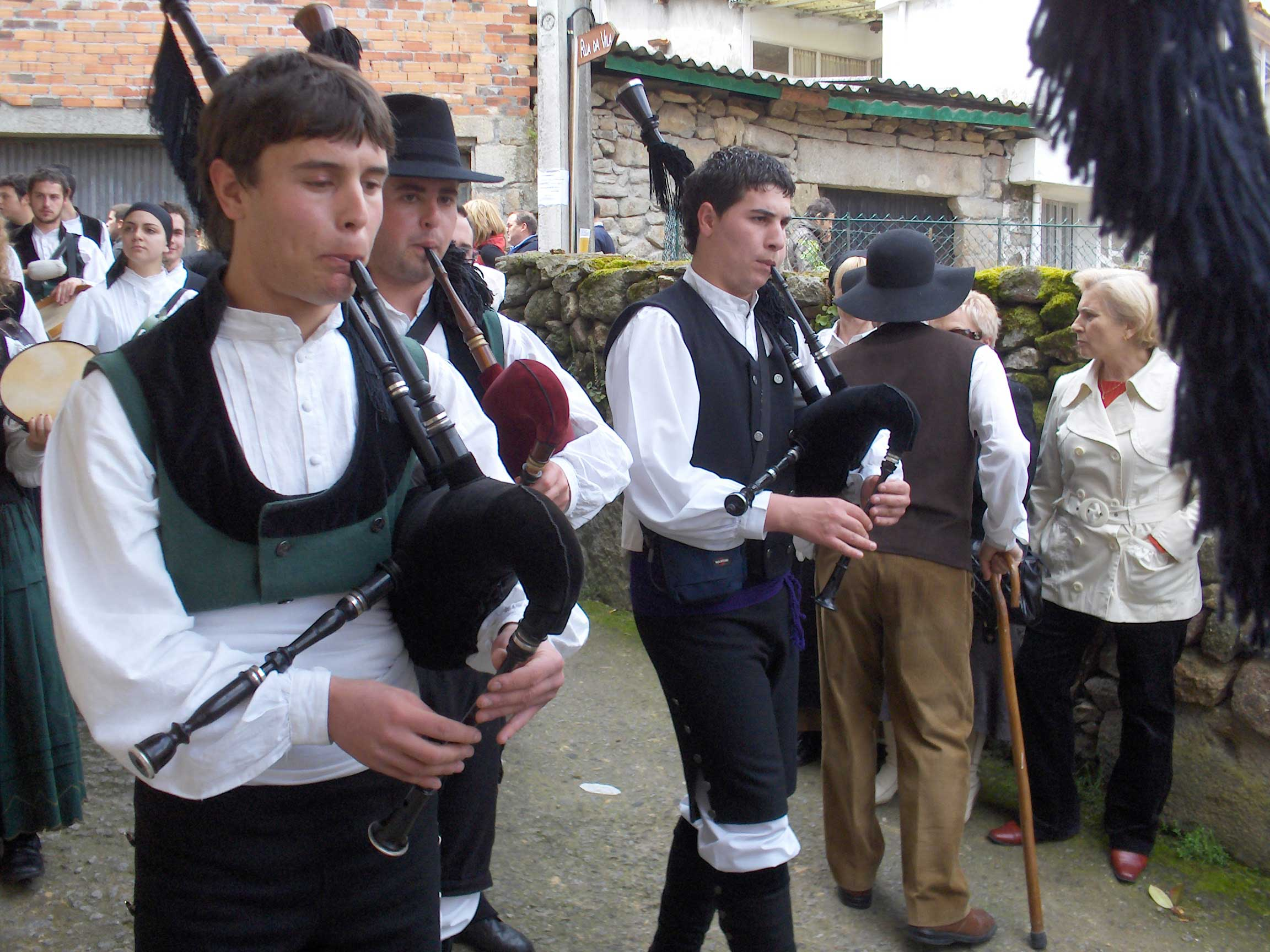
Galician gaiteiros

Gaita är namnet på den spanska säckpipan. Gaitan har en ljudstark spelpipa (konisk) och har en eller två, ibland tre borduner.
Gaita spelas traditionellt i de nordvästra delarna av Spanien, kring Galicien och Asturien.